# Max Müller
Friedrich Max Müller (n. 6 decembrie 1823 - d. 28 octombrie 1900), cunoscut în general ca Max Müller, a fost un filolog și orientalist german, unul dintre fondatorii studiilor indiene, și cel care a pus bazele disciplinei religiei comparate. Müller a scris atât lucrări erudite, cât și lucrări populare pe această temă, o disciplină pe care a introdus-o publicului britanic, precum și „Sacred Books of the East” („Cărți sacre ale Estului”), traduceri în engleză grupate în 50 de volume, pregătite sub îndrumarea lui, și care sunt o dovadă a rezistenței edificiului științific al epocii victoriene.

## Viața și opera
S-a născut în Dessau, ca fiul poetului romantic Wilhelm Müller, ale cărui versuri Franz Schubert le-a pus pe muzică în ciclurile sale de cântece „Die schöne Müllerin and Winterreise”. Mama lui Max Müller, Adelheide Müller, a fost fiica cea mare a unui pastor din Anhalt-Dessau. Müller l-a cunoscut pe Felix Mendelssohn și l-a avut pe Carl Maria von Weber ca naș.
În 1841 a fost admis în Universitatea din Leipzig, unde și-a abandonat interesul anterior pentru muzică și poezie, concentrându-se pe filozofie. Müller a obținut titlul de doctor în 1843, pentru o dizertație privind „Etica” lui Spinoza. Și-a demonstrat de asemenea aptitudinile lingvistice, învățând limbile clasice, greaca și latina, precum și limbile arabă, persană și sanscrită. În 1844 Müller a plecat în Berlin, pentru a fi studentul lui Friedrich Schelling. A început să traducă Upanișadele pentru Schelling, continuând să facă cercetări în domeniul sanscritei, sub îndrumarea lui Franz Bopp, primul erudit al limbilor indo-europene. Schelling l-a influențat pe Müller să relaționeze istoria limbilor cu istoria religiilor. În această perioadă Müller și-a publicat prima carte, o traducere în germană a cărții „Hitopadesa”, o colecție de fabule indiene.
În 1845 Müller s-a mutat la Paris pentru a studia sanscrită, sub îndrumarea lui Eugène Burnouf. Burnouf a fost cel care l-a încurajat să facă o traducere completă a Rig Veda, folosindu-se de manuscrise aflate în Anglia.
Müller s-a mutat în Anglia în 1846 cu scopul de a studia textele în sanscrită din colecția aparținând East India Company. Și-a câștigat existența scriind cărți precum romanul „German Love”, popular la vremea sa. Legătura lui Müller cu East India Company și cu specialiștii în sanscrită de la Universitatea Oxford au pus bazele carierei sale din Marea Britanie, unde avea să ajungă principalul exeget al culturii din India, pe care Marea Britanie o controla pe atunci. Asta a dus la o serie de schimburi complexe între culturile intelectuale indiană și britanică, în special datorită legăturilor lui Müller cu mișcarea Brahmo Samaj. A devenit membru al Christ Church, Oxford în 1851, când a ținut primele sale conferințe despre filologia comparată. Învins în 1860 în competiția pentru postul de profesor de sanscrită, a ajuns până la urmă primul profesor de teologie comparată de la Oxford (1868 – 1875), la All Souls College.
Müller a încercat să formuleze o filozofie a religiei care să se adreseze crizei de credință generată de studiul critic și istoric al religiei realizat de erudiții germani pe de o parte, și de către revoluția darwiniană pe de alta. Müller cunoștea opera lui Darwin privind evoluția umană, și a contracarat viziunea lui privind dezvoltarea facultăților umane. Opera sa a fost preluată de comentatori culturali precum prietenul său John Ruskin, care a văzut-o ca pe un răspuns productiv la criza epocii (a se compara cu „Dover Beach” a lui Matthew Arnold). El a analizat mitologiile ca raționalizări ale fenomenelor naturale, începuturi primitive a ceea ce am putea numi „protoștiință” în cadrul evoluției culturale; conceptele „anti-darwiniene” ale lui Müller privind evoluția culturilor umane sunt printre cele mai puțin influente ale sale. 
Müller a împărtășit multe dintre ideile asociate romantismului, care au influențat ideile sale privind religiile străvechi, în special concentrarea sa asupra influenței formative exercitată de comuniunea emoțională cu forțele naturale asupra religiilor timpurii. 
Studiile de sanscrită ale lui Müller au fost scrise într-o vreme în care cercetătorii începuseră să analizeze dezvoltarea limbajului în relație cu dezvoltarea culturii. Descoperirea recentă a grupului de limbi indo-europene începuse un val de speculații privind relația dintre culturile greco-romane și cele ale altor popoare antice. În special cultura vedică a Indiei a fost considerată strămoșul culturilor clasice europene, iar erudiții și-au propus să compare limbile europene și asiatice înrudite genetic, cu scopul de a reconstrui cea mai veche formă a limbii rădăcină. Limba vedică, sanscrita, a fost considerată cea mai veche dintre limbile indo-europene. Müller s-a devotat prin urmare studiului acestei limbi, devenind unul dintre principalii erudiți ai sanscritei din timpul său. Müller a considerat că cele mai vechi documente ale culturii vedice ar trebui studiate cu scopul de a descoperi cheia dezvoltării religiilor păgâne europene, și a credințelor religioase în general. Cu acest scop, Müller a căutat să înțeleagă cea mai veche scriptură vedică, Rig Veda. 
Müller a fost impresionat în mod deosebit de Ramakrishna Paramhansa, contemporan al său și susținător al filozofiei vedantice, și a scris mai multe eseuri și cărți despre el. 
Un studiu din 1907 al lecturii inaugurale Hibbert a lui Müller, din 1878, a fost scris de unul dintre contemporanii săi, D.Menant. El a argumentat că un rol crucial au jucat Müller și reformatorul social Behramji Malabari în inițierea dezbaterii privind căsătoriile între copii și recăsătorirea văduvelor în India. 
Pentru Müller, studiul limbajului trebuia să fie relaționat cu studiul culturii în care acesta a fost folosit. El a ajuns să considere că dezvoltarea limbilor ar trebui relaționată cu cea a sistemelor de credință. În acea vreme, scripturile vedice erau puțin cunoscute în Occident, deși exista un interes crescând în filozofia Upanișadelor. Müller considera că sofisticata filozofie upanișadică ar putea fi relaționată cu henoteismul primitiv al brahmanismului vedic timpuriu, din care aceasta a evoluat. A trebuit să călătorească la Londra pentru a analiza documente din colecția „British East India Company”. Cât a stat acolo, a convins compania să îi permită o ediție critică a Rig Vedei, o sarcină pe care s-a străduit să o ducă la bun sfârșit, de-a lungul mai multor ani (1849-1874), și care a avut drept rezultat ediția critică pentru care este cel mai mult apreciat. 
Pentru Müller, cultura popoarelor vedice reprezenta o formă de venerare a Naturii, o idee în mod clar influențată de romantism. El considera zeii Rig Vedei forțe active ale Naturii, numai parțial personificate ca persoane imaginare supranaturale. Pornind de la această premisă, Müller și-a derivat teoria conform căreia mitologia este „o boală a limbajului”. Prin aceasta înțelegea că miturile transformă conceptele în ființe și povestiri. În opinia lui Müller, „zeii” au fost inițial cuvinte construite cu scopul de a exprima idei abstracte, dar care s-au transformat cu timpul în personalități imaginare. Astfel, zeul-tată indo-european apare cu nume diferite : "Zeus", "Jupiter", "Dyaus Pita". Pentru Müller toate aceste nume pot fi urmărite până la cuvântul de origine „Dyaus”, despre care el consideră că implică „strălucire” sau „radianță”. Asta duce la termenii deva, deus, theos, ca termeni generali pentru un zeu, și la numele „Zeus” și „Jupiter” (derivat din deus-pater). În acest fel, o metaforă ajunge să fie personificată și osificată. Acest aspect al gândirii lui Müller este asemănător cu ideile de mai târziu ale lui Nietzsche. 
În orice caz, opera lui Müller a contribuit la interesul din ce în ce mai crescând în cultura ariană, care punea tradițiile indo-europene („ariene”) în opoziție cu religiile semitice. A fost îndurerat de faptul că asta a dus mai târziu la interpretări rasiste ale teoriilor sale, îndepărtate de adevăratele sale intenții. Pentru Müller descoperirea moștenirii comune indiene și europene era un argument puternic împotriva rasismului. 
În 1881, a publicat o traducere a primei ediții a „Criticii rațiunii pure” de Kant. A fost de acord cu Schopenhauer că această ediție era cea mai directă și onestă expresie a gândirii lui Kant. Traducerea sa a corectat mai multe erori comise de traducători anteriori. Müller a scris „Materialele ne sunt acum accesibile, și rasa vorbitoare de engleză, rasa viitorului, va avea în «Critica» lui Kant încă o moștenire ariană, la fel de valoroasă ca și Vedele - o operă ce poate fi criticată, dar niciodată ignorată”. 
Soția sa, Georgina Adelaide (d. 1916) a avut grijă de documentele și corespondența soțului său; ele sunt păstrate la Bodleian Library, Oxford. „Insitutele Goethe” din India sunt numite „Max Müller Bhavan” în onoarea lui. Fiul lui Müller, Wilhelm Max Müller, a fost de asemenea un erudit important. 